# Вилхелм Орански
Вилхелм Орански (на нидерландски: Willem van Oranje), принц Орански, граф на Насау, е водач на нидерландското въстание срещу испанците, което поставя началото на Осемдесетгодишната война и довежда до формалната независимост на Обединените провинции през 1648 година.
Заможен благородник, Вилхелм първоначално служи в двора на испанския регент. Недоволен от положението на местната аристокрация, лишена от политическа власт, и от испанските преследвания срещу протестантите, Вилхелм се присъединява към Нидерландското въстание и се обръща срещу дотогавашните си господари. Най-влиятелен и политически способен сред бунтовниците, той ръководи нидерландците в няколко военни победи в борбата срещу Испания. Обявен извън закона от испанския крал през 1580 година, той е убит в Делфт от Балтазар Жерар по време, когато популярността му вече намалява.
Вилхелм Орански е известен още като Вилхелм Мълчаливия (на нидерландски: Willem de Zwijger). Съществуват няколко обяснения за произхода на този прякор. Най-разпространеното е, че той рядко говори ясно по спорни въпроси на обществени места или, според някои свидетелства, дори напълно избягва да говори по такива теми. В Нидерландия той е известен също като Отец на Отечеството (на нидерландски: Vader des vaderlands) и националният химн на Нидерландия, Вилхелмус, е написан в негова чест.

## Биография

### Ранен живот
Вилхелм е роден в замъка Диленбург в графство Насау, днешна Германия. Той е най-голям син на граф Вилхелм Богатия фон Насау-Диленбург (1487 – 1559) и втората му съпруга съпруга Юлиана фон Щолберг-Вернингероде (1506 – 1580)
и е възпитан като лутеран. Брат е на: Йохан, Лудвиг, Адолф, Хайнрих, Юлиана.
Когато братовчед му Рене дьо Шалон, принц Орански, умира бездетен през 1544, единайсетгодишният Вилхелм наследява цялата му собственост, включително титлата „принц Орански“. Поради ранната му възраст, Карл V поема временно управлението на княжеството като регент. Той обаче изисква Вилхелм да получи католическо възпитание, заради което той е изпратен в Брюксел под надзора на Мария Австрийска, регент на Нидерландия. Там той учи чужди езици и получава военно и дипломатическо образование. Той става известен като разглезено богаташко дете, което не пропуска множеството приеми, давани в двора.
На 6 юли 1551 година той се жени за Ана ван Егмонд ен Бюрен, богата наследница на земите на баща си и получава титлите лорд на Егмонд и граф на Бюрен. Двамата имат три деца: Мария (1553 – 1554), Филип-Вилем (1554 – 1618) и Мария (1556 – 1616). По-късно през същата година Вилхелм е назначен за капитан в кавалерията. Покровителстван от Карл V, той прави бърза кариера и на 22-годишна възраст става командващ на една от императорските армии. През 1555 година става член на Държавния съвет, най-висшия политически съвет в Нидерландия. Същата година Карл абдикира в полза на сина си Филип II.
Съпругата на Вилхелм, Ана, умира на 24 март 1558 година, след което той има кратка връзка с Ева Еливер, но двамата не се женят. Ражда им се незаконен син, Юстин. През 1559 Филип II назначава Вилхелм за щатхалтер на провинциите Холандия, Зеландия, Утрехт и Бургундия, увеличавайки значително политическата му власт.

#### От политик до бунтовник
Макар че не се противопоставя пряко на испанския крал, Вилхелм скоро се превръща в един от най-изявените представители на опозицията в Държавния съвет, заедно с Филип дьо Монморанси, граф на Хорн, и Ламорал, граф на Егмонт. Те се стремят, преди всичко, към по-голяма власт за нидерландската аристокрация и се оплакват от участието на твърде много испанци в управлението на Нидерландия.
Вилхелм е недоволен и от засилващите се преследвания срещу протестантите в страната. Въпреки че е възпитан едновременно като лутеранин и католик, той не е особено религиозен човек и е привърженик на свободата на вероизповеданията. Политиката на Светата инквизиция в Нидерландия, провеждана от кардинал Гранвел, министър-председател при регентката Маргарита Австрийска, засилва недоволството от испанското управление сред все още предимно католическото население на Нидерландия.
На 25 август 1561 година Вилхелм Орански се жени за втори път. Новата му съпруга, Анна Саксонска (1544 – 1577), дъщеря на курфюрст Мориц Саксонски, е описвана от съвременниците като „грозна и злонравна“ и се смята, че Вилхелм се жени за нея, за да получи по-голямо влияние в Саксония, Хесен и Пфалц. Двамата имат пет деца: Ана (1562), Ана (1563 – 1588), Мориц Аугуст Филип (1564 – 1566), Мориц (1567 – 1625) и Емилия (1569 – 1629).
В началото на 1565 голяма група дребни благородници, включително по-младият брат на Вилхелм, Лудвиг, образуват Конфедерация на благородниците. На 5 април те предлагат петиция до Маргарита Австрийска, изискваща прекратяване на преследванията срещу протестантите. От август до октомври 1566 година Нидерландия е залята от иконоборческа вълна, известна като Beeldenstorm. Калвинистите, недоволни от преследванията на испанците срещу тях и противопоставящи се на католическите изображения на светци, считани от тях за противоречащи на Втората божа заповед, унищожават статуи в стотици църкви и манастири из цялата страна.
След Beeldenstorm недоволството в Нидерландия продължава да расте и Маргарита се съгласява с исканията на Конфедерацията, очаквайки, че благородниците ще помогнат за възстановяването на реда. Освен това тя позволява и на по-важни благородници, включително Вилхелм Орански, да сътрудничат на Конфедерацията. В края на 1566 и началото на 1567 става ясно, че регентката няма да изпълни обещанията си, и след провала на няколко малки бунта много калвинисти (калвинизмът е основната протестантска деноминация в страната) и лутерани напускат Нидерландия. След като става известно, че Филип II, недоволен от положението, ще изпрати лоялния си генерал Фернандо Алварес де Толедо, херцог Алба, известен още като Железният херцог, да възстанови реда, Вилхелм се оттегля в родния си Насау, тъй като е свързан, предимно финансово, с някои от бунтовниците.
След пристигането си през август 1567, Алба създава Съвет по безредиците, станал след това известен като Кървавия съвет, с цел да съди участниците в бунтовете и иконоборчеството. Вилхелм е сред 10 000-те, призовани пред Съвета, но не се явява. Вследствие на това той е обявен извън закона и собствеността му е конфискувана.
Като един от най-изявените и популярни политици в Нидерландия, Вилхелм Орански оглавява въоръжената съпротива. Той финансира ватергойзите (watergeuzen), протестантски бежанци, образували пиратски банди и нападащи крайбрежните градове. Той събира и армия, състояща се главно от германски наемници, за да се противопостави на Алба по суша. Водена от брат му Лудвиг, армията навлиза в Северна Нидерландия през 1568 година. На 23 май тя печели битката при Хейлигерлей срещу испанска армия, водена от стадхаудера на северните провинции Жан дьо Лин, херцог на Аремберг. Аремберг е убит в боя, както и Адолф, братът на Вилхелм Орански. Алба отвръща на това, избивайки известен брой осъдени благородници, включително графовете Егмонт и Хорн на 6 юни, и оглавявайки поход към Гронинген. Там той унищожава силите на Лудвиг в битката при Йеминген на 21 юли, въпреки че самият Лудвиг успява да избяга. Днес тези две битки се смятат за началото на Осемдесетгодишната война.

### Война
Вилхелм отговаря на това, повеждайки голяма армия към Брабант, но Алба внимателно отбягва сблъсъка, очаквайки бързото разпадане на армията на протестантите. Той се оказва прав, тъй като Вилхелм няма достатъчно пари, за да издържа войската. Той прави още няколко плана за нападение през следващите няколко години, но без особен успех, заради липсата на подкрепа и пари. Все пак Вилхелм остава популярен, донякъде поради активната пропагандна кампания чрез публикувани памфлети. Едно от най-важните му твърдения, чрез които се опитва да оправдае своите действия, е, че той не воюва срещу пълноправния владетел на страната, испанския крал, а само срещу неадекватното управление на чуждите регенти и присъствието на чужди войници.
На 1 април 1572 година група протестантски пирати превзема град Бриле, оставен без испански гарнизон. За разлика от обичайната си тактика на бързи набези, те окупират града и обявяват претенциите на принца за него. След този случай и други градове започват да отварят вратите си за пиратите и скоро повечето градове в Холандия и Зеландия са в ръцете на бунтовниците с изключение на Амстердам и Миделбург. Разбунтувалите се градове свикват Генералните щати, на което формално нямат право, и възстановяват Вилхелм като щатхалтер на Холандия и Зеландия.
В същото време бунтовническите армии превземат градове из цялата страна, от Девентер до Монс. След това самият Вилхелм навлиза със своя армия и превзема няколко града на юг, включително Рурмонд и Льовен. Той разчита и на намеса на френските протестанти (хугеноти), но този план пропада след Вартоломеевата нощ на 24 август, която поставя началото на вълна от насилие срещу хугенотите. След успешно испанско нападение срещу армията му, Вилхелм е принуден да отстъпи към Енкхаузен в Холандия. Испанците организират ответни мерки и разграбват няколко бунтовнически града, понякога избивайки жителите им, както в Мехелен или Зютфен. Те имат повече затруднения в Холандия, където превземат Харлем след седем месеца и с цената на 8000 убити, след което са принудени да се откажат от обсадата на Алкмар.
През 1574 година армиите на Вилхелм печелят няколко малки сражения, включително морски. Испанците, водени вече от Луис де Сенига и Рекесенс, заел мястото на Алба през 1573 година, също имат известни успехи, а решителната им победа в битката при Мокерхейде на 14 април струва живота на двама от братята на Вилхелм, Лудвиг и Хайнрих. Армиите на Рекесенс обсаждат Лайден, но вдигат обсадата си, когато близките диги са прекъснати от нидерландците. Вилхелм остава доволен от успеха и основава Лайденския университет, първият в северната част на страната.
Вилхелм се жени за трети път на 24 април 1575 година. Предишният му брак е формално отменен през 1571 година, поради душевно заболяване на съпругата му Ана. Шарлот дьо Бурбон-Монпансие, бивша френска монахиня, също става много популярна. Двамата имат шест дъщери: Луиза Юлиана фон Орания-Насау (1576 – 1644), Елизабет (1577 – 1642), Катарина Белгика от Орания-Насау (1578 – 1648), Шарлота Фландрина (1579 – 1640), Шарлота Брабантия (1580 – 1631) и Емилия Секунда Антверпиана от Орания-Насау (1581 – 1657).
След неуспешни мирни преговори в Бреда през 1575 година войната продължава. Нещата изглеждат блестящи за бунтовниците, когато дон Рекесенс умира неочаквано в началото на 1576 година и голяма група испански войници, неполучавали от месеци заплатите си, дезертират. До пристигането на новия регент, дон Хуан Австрийски, Вилхелм Орански успява да убеди повечето провинции и градове да подпишат Гентското помирение, с което те обявяват готовността си да воюват заедно за изгонването на испанските войски. Въпреки това, той не успява да постигне единство по въпроса за религията. Католическите градове и провинции не допускат свобода на изповядване на калвинистите и обратното.
Когато дон Хуан подписва през февруари 1577 година Вечния едикт, обещаващ да се съобразява с условията на Гентското помирение, изглежда, че войната завършва в полза на бунтовниците. Но когато той превзема Намур през същата година, въстанието отново се разпростира из цяла Нидерландия. Дон Хуан се опитва да преговаря за мир, но принцът умишлено проваля преговорите. На 24 септември 1577 година той влиза триумфално в столицата Брюксел.
В същото време калвинистките бунтовници стават все по-радикални и се опитват да забранят католицизма в контролираните от тях райони. Вилхелм се противопоставя на това по лични и политически причини. Той е привърженик на свободата на вероизповезанията, но също така се нуждае от подкрепата на по-умерените протестанти и католици за постигане на политическите си цели. На 6 януари 1579 няколко южни провинции, недоволни от радикалните последователи на Вилхелм, сключват договора от Арас, в който се съгласяват да приемат регента Алесандро Фарнезе, наследил дон Хуан.
На 23 януари пет северни провинции, последвани от повечето градове в Брабант и Фландрия, създават Утрехтския съюз, потвърждавайки своето единство. Първоначално Вилхелм се противопоставя на съюза, надявайки се да обедини всички провинции. Въпреки това на 3 май той официално подкрепя съюза. Утрехтския съюз по-късно се превръща във фактическа конституция и остава единствената формална връзка между нидерландските провинции до 1795.

#### Обявяване на независимостта
Въпреки новия съюз, Алесандро Фарнезе успява да си възвърне повечето територии в южната част на Нидерландия. Тъй като се съгласява да изтегли испанските войски от провинциите на Араския съюз, а и Филип II има нужда от тях за войната с Португалия, той не успява да напредне повече до края на 1581 година.
Междувременно Вилхелм и поддръжниците му търсят външна подкрепа. Принцът и преди това на няколко пъти търси съдействие от Франция, а този път успява да получи подкрепата на Франсоа, херцог на Анжу и брат на френския крал Анри III. На 29 септември 1580 година Генералните щати, с изключение на Зеландия и Холандия, подписват договора от Плеси ле Тур с херцога на Анжу. Той получава титлата „защитник на свободата на Нидерландия“ и става новият суверен. За тази цел обаче Генералните щати и Вилхелм трябва да се откажат от официалната си подкрепа за краля на Испания, което те не са правили формално дотогава.
На 22 юли 1581 година с Клетвата за отричане Генералните щати обявяват решението си вече да не признават Филип II за свой крал. Формалното обявяване на независимост позволява на херцога на Анжу да дойде на помощ на въстаниците. Това става едва на 10 февруари 1582, когато той е официално посрещнат от Вилхелм във Флисинген.
На 18 март в Антверпен е направен опит за убийството на Вилхелм. Макар че е тежко ранен, той оцелява благодарение на грижите на съпругата си Шарлот и сестра си Мария. Докато Вилхелм бавно се възстановява, Шарлот умира на 5 май.
Херцог д'Анжу не е особено популярен сред населението. За местните жители французите са врагове, а херцогът не проявява особен интерес към религиозните проблеми. Той дори е обвинен, че е планирал атентата срещу принца. Провинциите Зеландия и Холандия отказват да го признаят за суверен и Вилхелм е силно критикуван за това, което тогава наричат негова „френска политика“. Когато френските войски на Анжу пристигат в края на 1582, изглежда, че планът на Вилхелм започва да работи, като дори херцогът на Парма се страхува, че нидерландците вече ще надделеят.
Самият херцог на Анжу обаче е недоволен от ограничената си власт и решава да превземе със сила Антверпен на 18 януари 1583. Гражданите, предупредени навреме, защитават града си от, както го наричат, „френския бяс“. След това нападение положението на Анжу става неудържимо и той напуска страната през юни. Вилхелм е дискредитиран, но все пак не оттегля подкрепата си за Анжу. По този въпрос той остава практически сам и е политически изолиран. Въпреки това Холандия и Зеландия го запазват като техен статхаудер и се опитват да го обявят за граф на Холандия и Зеландия, превръщайки го в официален суверен.
В разгара на тези събития Вилхелм се жени за четвърти и последен път на 12 април 1583 година за Луиза дьо Колини, дъщеря на убития хугенотски водач Гаспар дьо Колини. Тя става майка на Фредерик Хендрик (1584 – 1647), четвъртия законен син на Вилхелм.

### Убийство
Френският католик Балтазар Жерар (р. 1557) е поддръжник на Филип II и по негово мнение Вилхелм Орански е изменил на испанския крал и католическата религия. След като Филип II обявява Вилхелм извън закона и обявява награда за главата му, за което Жерар научава през 1581, той решава да отиде в Нидерландия и да го убие. Той служи две години в армията на губернатора на Люксембург Петер фон Мансфелт, надявайки се да се доближи до Вилхелм при сблъсъците между армиите. Това никога не се случва и Жерар напуска армията през 1584.
Той отива при херцога на Парма, за да му представи плана си, но не успява да го впечатли. През май 1584 се представя на Вилхелм като френски благородник и му предава печата на граф Мансфелт. Този печат би дал възможност за фалшифициране на съобщения от Мансфелт. Вилхелм изпраща Жерар обратно във Франция, за да предаде печата на френските му съюзници.
Жерар се връща през юли, като по обратния път купува пистолети. На 10 юли той се среща с Вилхелм в дома му в Делфт, известен днес като Принсенхоф (Prinsenhof). Жерар стреля в гърдите му от упор и си тръгва. Според официалните източници, последните думи на Вилхелм са на френски:
„Mon Dieu, mon Dieu, ayez pitié de moi et de ton pauvre peuple“ (Господи, Господи, имай милост към мен и твоя беден народ).
По традиция членовете на семейството са погребвани в Бреда, но по това време градът е в ръцете на испанците, така че Вилхелм е погребан в Новата църква (Nieuwe Kerk) в Делфт. Първоначално надгробният му паметник е много сдържан, но през 1623 е заменен с нов, направен от Хендрик де Кайзер и синът му Питер. Оттогава всички членове на Оранската династия, включително всички холандски монарси, се погребват в същата църква.
Жерар е заловен преди да успее да напусне Делфт. Той е измъчван преди съдебния процес на 13 юли, където е осъден да бъде брутално убит.

### Наследство
По предложение на Йохан ван Олденбарневелд синът на Вилхелм, Морис, наследява баща си като щатхалтер на Холандия и Зеландия. Добър военачалник той печели няколко победи срещу испанците. Ван Олденбарневелд успява да подпише много изгодно дванайсетгодишно примирие през 1609, въпреки че Морис е недоволен от това. След примирието полубратът на Морис и най-малък син на Вилхелм, Фредерик Хендрик, продължава войната срещу испанците. Нидерландия е призната за независима след Вестфалския мир от 1648 година.
Синът на Фредерик Хендрик, Фредерик Хендрик Орански, наследява баща си като щатхалтер, както прави и неговият син Вилем III Орански. Последният става също и крал на Англия, докато умира бездетен през 1702. Той посочва племенника си, праправнука на Йохан, брат на Вилхелм Орански, Йохан Вилем Фрисо за свой наследник. Първият крал на Нидерландия Вилем I е потомък на Йохан Вилем Фрисо, а неговите наследници са монарси на Нидерландия до днес.
Като основен източник на финансиране и политически и военен водач през първите години на Нидерландското въстание, Вилхелм е считан за национален герой на Нидерландия, въпреки че е роден в Германия и обикновено говори на френски. Много нидерландски национални символи са свързани с Вилхелм Орански:
- Националният флаг на Нидерландия (червено, бяло, синьо) произлиза от знамето на принца, което е оранжево, бяло и синьо.
- Гербът на Нидерландия се основава на този на Вилхелм Орански. Неговият девиз Je maintiendrai (на френски „Ще продължавам“) е използван и от Вилхелм Орански, който го извежда от девиза на чичо си, Рене дьо Шалон, който използва Je maintiendrai Châlon.
- Националният химн на Нидерландия, Вилхелмус, първоначално е пропагандна песен за Вилхелм. Тя вероятно е написана от Филипс ван Марникс, негов поддръжник.
- Националният цвят на Нидерландия е оранжевото, използвано също и в облеклото на нидерландските спортисти.